# Bank Kredytu Hipotecznego
Bank Kredytu Hipotecznego − bank z siedzibą w Warszawie działający w latach 1919−1928.

## Historia
Bank powstał w styczniu 1919 w Warszawie jako spółka akcyjna, posiadał agencje w Łodzi i Kaliszu. Pierwszym prezesem banku był Henryk Dziewulski.
Przedmiotem działalności banku było udzielanie kredytu hipotecznego, emitowanie listów zastawnych i wszelkie operacje bankowe. Kapitał założycielski wynosił 10 milionów marek polskich. W 1928 połączył się z Bankiem Przemysłowców Polskich.